# Apamea maxima
Apamea maxima är en fjärilsart som beskrevs av Dyar 1904. Apamea maxima ingår i släktet Apamea och familjen nattflyn. Inga underarter finns listade i Catalogue of Life.